# Breakout (Dreamの曲)
『Breakout』（ブレイクアウト）は、Dreamの2枚目のインディーズシングル。

## 概要
- Dreamとしてのインディーズシングル第2弾[1]。
- 両曲ともミュージックビデオが存在し、「I Believe」は次作シングル『My Way〜ULala〜』の付属DVDにイメージビデオとして収録されている。
- メインボーカルは高本彩と西田静香である。
- mu-moショップ、EXILE mobile、Dreamのライブ会場などで、数量限定販売されている。

## 収録楽曲
1. Breakout
作詞：下地悠、作曲：渡辺未来、編曲：YU
2. I Believe 
作詞：下地悠、作曲：Natsumi、編曲：ArmySlick
トヨタ自動車「WISH SONGS PROJECT」テーマソング[2]
3. Breakout（Instrumental）
4. I Believe （Instrumental）

## DVD
1. Breakout（Video Clip）